# 單身宿舍連環泡
《單身宿舍連環泡》（ツルモク独身寮）是日本漫畫家窪之内英策的青年漫畫，1988年至1991年在小學館漫畫雜誌《Big Comic Spirits》連載。劇情是描寫家具工廠「鶴木家具」的新進員工宮川正太住進單身宿舍之後，和工廠同事們的互動，在進入社會之後心態的改變，以及追尋自己夢想的過程。單行本初版全11卷、小學館文庫版全7卷，尖端出版代理初版台灣中文版。
此漫畫在1991年改編為電影，全能製作公司在2003年改編為同名偶像劇。

## 主要人物
宮川正太（宮川 正太）
主角，漫畫開始時是18歲，從高知縣的工業高等學校畢業，離開了在家鄉的女友友美，到東京郊外的木工家具工廠鶴木家具工作。在工廠的單身宿舍中和杉本京介和田畑重男同一間寢室。家中也是從事家具工作，夢想是要成為家具設計師。但進入公司後才發現夢想和他能力之間的差距。宮川正太的個性很好、性格純潔而且待人友善，進入鶴木家具後，除了女友友美之外，他也慢慢喜歡上了同事姬川美雪，在三角戀情之間猶豫了一陣子，後來選擇了美雪。後來正太出國唸家具設計，回日本後和美雪結婚。
姫野美雪（姫野 みゆき）
鶴木家具員工，住在男子單身宿舍旁的女子單身宿舍，是正太的前輩。名古屋市人。漫畫開始時是20歲，總務課的員工。經常和正太有互動，也對正太有好感，但也對正太的三心二意而不滿。一度和父親斷絕往來，後來和好。在正太回到日本後，和正太結婚。
杉本京介（杉本 京介）
正太同寢室的前輩，漫畫開始時是21歲，花花公子，經常和女性交往。後來認識了富家女白島澤麗子，被麗子追求。經過了一番曲折，發現兩人互相喜歡的心意。後來離開公司，和麗子結婚，當了咖啡店老闆。麗子長的不漂亮，相貌非常怪異，但杉本認為她還是有可愛的地方。後來和麗子生的小孩像杉本，認識的人都表示：「還好是杉本的基因勝利。」
田畑重男（田畑 重男）
正太同寢室的前輩，漫畫開始時是27歲，沒有女朋友，參加領班考試多次，後來成為領班。興趣是偷窺隔壁的女子單身宿舍，引起女同事野澤的不滿，但兩人在後來的互動中漸有好感，最後兩人結婚
櫻井友美（桜井 ともみ）
正太故鄉的女友，漫畫開始時是17歲，正太開始工作後一年也來到東京工作。卡在她、正太和美雪的三角關係中，最後正太和友美分手。
白鳥澤麗子（白鳥沢 レイ子）
白鳥澤財團的獨生女，相貌非常怪異，（正太的父親認為「像是秘鲁玩偶」）。父母和佣人都有類似的相貌。瘋狂的迷戀杉本。在漫畫中經常有麗子帶著杉本以各種特別造型出遊的情節。杉本本來是因為白鳥澤財團的錢而和她交往，但後來也喜歡上她。後來和杉本結婚。（此角色的命名是刻意模仿當時另一個日本漫畫《白鳥麗子》的女主角白鳥麗子）
野澤明美（野沢 あけみ）
鶴木家具員工，住在女子單身宿舍。帶眼鏡、短髮，曾因為田畑的偷窺而表示不滿。後來對他有好感。後來兩人同居，結婚。和田畑吵架時，會用酒瓶打田畑。

## 電視劇
全能製作公司製作《單身宿舍連環泡》偶像劇，中華電視公司和東森戲劇台首播，從2003年10月4日播出到2004年2月14日。劇中人物姓名有些修改。導演罗长安，製作人王鈞及馬競達，編劇杜政哲。

### 角色
- 韓正泰：由李威飾演。
- 余若雪：由安以軒飾演。
- 詹木聲：由竇智孔飾演。
- 田威：由明金成飾演。
- 有美：由梁又琳飾演。
- 白麗紫：由柯以柔飾演。
- 陳翠萍：由李佳豫飾演。

## 外部連結
- 台灣偶像劇場-單身宿舍連環泡（页面存档备份，存于）